# سه ماه تعطیلی
سه ماه تعطیلی فیلمی به کارگردانی و نویسندگی شاپور قریب ساختهٔ سال ۱۳۵۶ است.

## خلاصۀ داستان
سه ماه تعطیلی است و شروع استراحت و بازی‌های شاد بچه‌های یک مدرسه در ییلاق، اما تعطیلات طولانی است و بازی‌های تکراری و خسته کننده، تا آنجا که بچه‌ها برای فرار از بی‌کاری هر یک به کسب و کار رو می‌آورند. برای یکی از بچه‌های روستا به‌نام «علی» اتفاقی می‌افتد و آن آشنایی با دختری شهری به‌نام «فرشته» است است که همراه خانواده‌اش برای گذراندن تابستان به ییلاق آمده‌است و یکی، دو سال از او بزرگتر است. پایان تعطیلات ختم روابط عاطفی بین دو نوجوان است.

## بازیگران
- عبداله یاقوتی
- فریبا داوودی مهاجر
- خیرالله تفرشی آزاد